# Distrikt La Oroya
Der Distrikt La Oroya (span. Distrito de La Oroya) ist einer der zehn Distrikte, welche die Provinz Yauli in der Verwaltungsregion Junín in Zentral-Peru bilden. Der Distrikt La Oroya wurde am 15. November 1893 gegründet. Distrikt- und Provinzverwaltung befinden sich in der gleichnamigen 3745 m hoch gelegenen Minen- und Industriestadt La Oroya mit 11.805 Einwohnern (Stand 2017).

## Geographische Lage
Der Distrikt La Oroya erstreckt sich über eine Fläche von 380 km² im Osten der Provinz Yauli. Der Fluss Rio Mantaro durchfließt den Distrikt in südsüdöstlicher Richtung. Dessen Nebenfluss Río Yauli verläuft entlang der nordwestlichen Distriktgrenze. Ein weiterer Nebenfluss des Río Mantaro, der Río Huari, bildet die Distriktgrenze im Südosten.

## Bevölkerung
Die Bevölkerung nahm in den letzten Jahrzehnten ab. 1993 lag die Einwohnerzahl bei 29.783. Im Jahr 2007 waren es noch 18.606, im Jahr 2017 14.511.

## Ortschaften
Im Distrikt gibt es neben dem Hauptort folgende größere Ortschaften:
- Curipata (989 Einwohner)
- Huari (287 Einwohner)
- Huaynacancha (1270 Einwohner)